# Tempel
Et tempel er en bygning, et telt eller lignende, der indgår som en del af en religions helligdomme. Ordet stammer fra latin templum, 'sted, hvor man iagttager varsler'.
Generelt betragtet er kirker, moskeer og synagoger alle sammen templer.
Det jødiske tempel fandtes i flere versioner på Tempelbjerget i Jerusalem indtil det blev endelig ødelagt i år 70. Tempelbjerget og Grædemuren er i dag jødedommens helligste sted, islams tredjehelligste sted og et vigtigt sted for kristendommen.